# Great Northern Railway

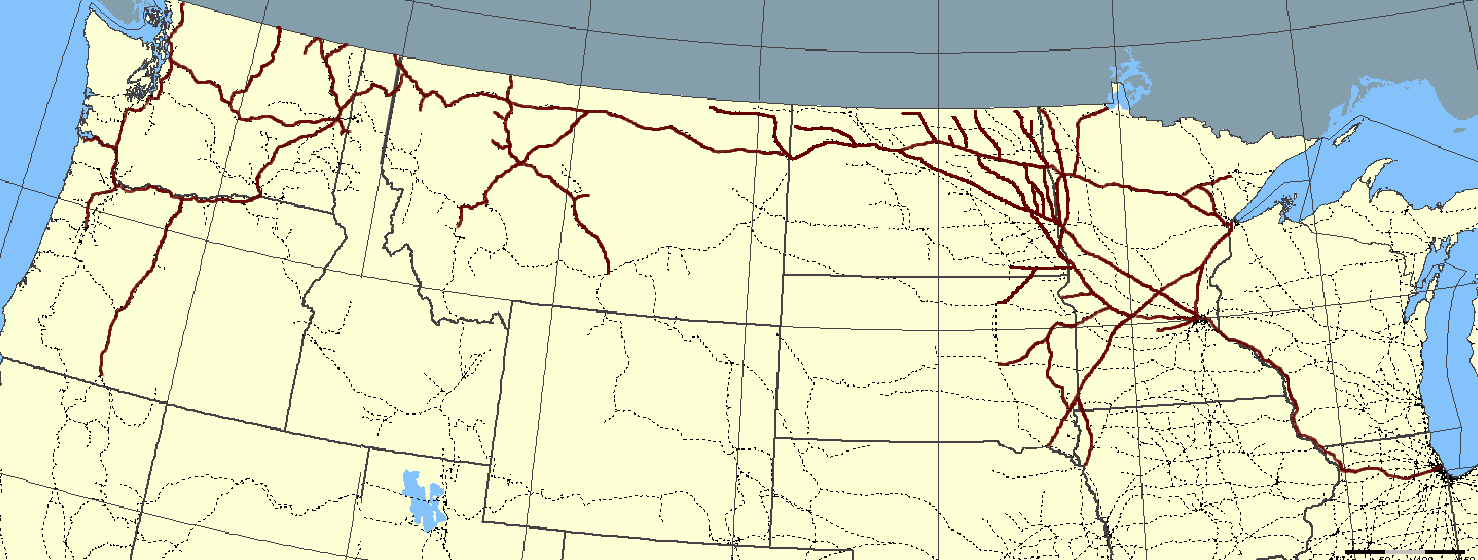
A Great Northern Railway vonalhálózata

A Great Northern Railway (GN) egy I. osztályú amerikai vasúttársaság volt. A minnesotai Saint Paultól a washingtoni Seattle-ig értek el a vágányai. A 19. századi vasúti vállalkozó, James J. Hill alkotása volt, és a Saint Paul & Pacific Railroadból alakult ki. A Great Northern útvonala volt a legészakibb transzkontinentális vasútvonal az Amerikai Egyesült Államokban.
1970-ben a Great Northern Railway három másik vasúttársasággal egyesült a Burlington Northern Railroad nevű vasúttársasággá, amely 1996-ban egyesült az Atchison, Topeka and Santa Fe Railway-vel, így jött létre a Burlington Northern and Santa Fe Railway.

## Története

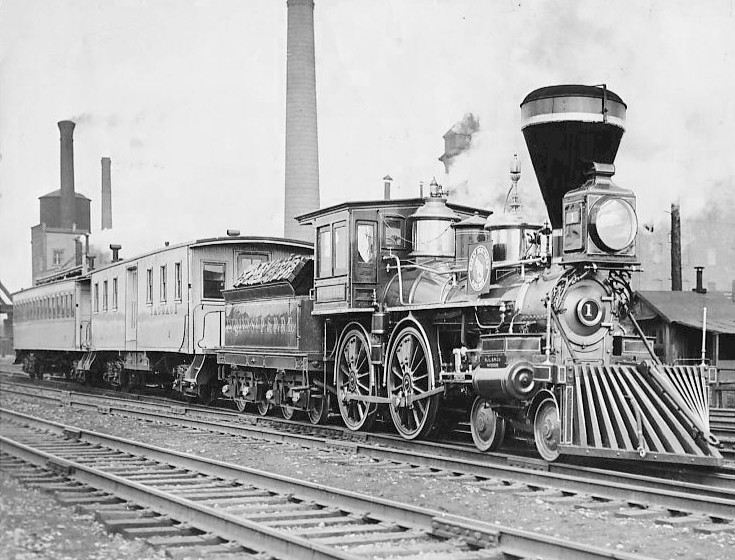
A William Crooks nevű mozdony 1939-ben a Great Northern logójával

A Great Northern szakaszosan épült, lassan hozva létre nyereséges vonalakat, mielőtt tovább terjeszkedett volna a fejletlen nyugati területekre. A legkorábbi PR-kampányok sorában versenyeket rendeztek, hogy növeljék az érdeklődést a vasút és az útvonalán fekvő farmok iránt. Fred J. Adams olyan promóciós ösztönzőket használt, mint például takarmány- és vetőmagadományok a vonal mentén induló farmereknek. A versenyek mindenre kiterjedtek, a legnagyobb haszonállatoktól kezdve a legnagyobb tehervagon-kapacitásig, és erőteljesen népszerűsítették a keletről érkező bevándorlók és újonnan érkezők körében.
A vállalat legelső elődje a William Crooks tulajdonában lévő St. Paul and Pacific Railroad volt. Csődbe ment, amikor egy kis vonalat üzemeltetett St. Paul és Minneapolis között. Az általa üzemeltetett mozdonyt saját magáról nevezte el, és a William Crooks lett a Great Northern Railway első mozdonya. James J. Hill meggyőzte John S. Kennedy New York-i bankárt, Norman Kittsont (egy gazdag szőrmekereskedő barátját), Donald Smith-t (a Hudson's Bay Company vezetőjét), George Stephent (Smith unokatestvérét és a Bank of Montreal elnökét) és másokat, hogy 5,5 millió amerikai dollárt fektessenek be a vasút megvásárlásába. 1878. március 13-án a vasút hitelezői hivatalosan is aláírtak egy megállapodást, amelyben kötvényeiket és a vasút feletti irányítást átruházzák J. Hill befektetési csoportjára. 1889. szeptember 18-án Hill a Minneapolis and St. Cloud Railway (egy olyan vasút, amely elsősorban papíron létezett, de igen kiterjedt földtulajdonnal rendelkezett az egész Közép-nyugaton és a csendes-óceáni északnyugaton) nevét Great Northern Railway-re változtatta. 1890. február 1-jén a StPM&M, a Montana Central Railway és más vasútvonalak tulajdonjogát a Great Northernbe tömörítette.
A Great Northernnek voltak olyan ágai, amelyek Minnesotában, Észak-Dakotában és Montanában a kanadai-amerikai határig futottak. Voltak olyan ágai is, amelyek a wisconsini Superiorba és a montanai Butte-ba futottak, és összeköttetést teremtettek a minnesotai vashegységgel és a montanai rézbányákkal. 1898-ban Hill megvásárolta a minnesotai Mesabi Iron Range nagy részét és annak vasútvonalait. A Great Northern megkezdte az érc nagyarányú szállítását a középnyugati acélgyárakba.
A vasút legismertebb mérnöke John Frank Stevens volt, aki 1889 és 1903 között szolgált. Stevens a Montanában található Marias Pass 1889-es feltárása miatt kapott elismerést, és megállapította, hogy a vasúti átkelés megvalósítható. Stevens hatékony ügyintéző volt, figyelemre méltó műszaki képességekkel és képzelőerővel. Ő fedezte fel a Kaszkád-hegységen átvezető Stevens-hágót, ő határozta meg a vasútépítési szabványokat a Mesabi Range-ben, és ő felügyelte az Oregon Trunk Line építését. Ezután a Panama-csatorna főmérnöke lett.
A vasút logója, a Sziklás-hegyi kecske, egy olyan kecskén alapult, amellyel William Kenney, a vasút egyik elnöke, kisfiúként újságokat fuvarozott.